# Pamięć zewnętrzna

Pamięci komputerowe

Pamięć zewnętrzna, pamięć pomocnicza, pamięć peryferyjna (ang. external memory, auxiliary storage, peripheral storage) – pamięć komputerowa masowa, która nie jest bezpośrednio dostępna dla procesora, będąca urządzeniem peryferyjnym przechowującym dane. Tego typu pamięci są wolniejsze od pamięci operacyjnej. Niedogodność tę równoważą nieulotnością, większą pojemnością lub niższą ceną przechowywania informacji. 
Do pamięci zewnętrznej należą:
- pamięć dodatkowa (ang. secondary storage)
- pamięć trzeciorzędna (ang. tertiary storage)
- pamięć off-line (ang. off-line storage)

Pamięć zewnętrzna nie jest bezpośrednio dostępna dla procesora. Składają się na nią dyski znajdujące się fizycznie wewnątrz komputera, jak i nośniki podłączane przez odpowiednie gniazda (zazwyczaj USB). Każde żądanie odczytu danych z tego rodzaju nośników powoduje ich przesłanie do określonego bloku pamięci RAM, skąd mogą być pobrane i wykorzystane do obliczeń. Urządzenia tego typu mają dużo większą pojemność (liczoną zwykle w setkach gigabajtów albo w terabajtach) niż pamięć wewnętrzna, a koszt ich produkcji jest niższy. Wiąże się to z dłuższym czasem dostępu.
Najczęściej spotykanym we współczesnych komputerach rodzajem pamięci zewnętrznej są dyski twarde oraz półprzewodnikowe. Czas dostępu do danych zgromadzonych na dysku twardym to zazwyczaj kilka milisekund, około 100 tysięcy razy dłuższy niż do pamięci RAM. Dyski optyczne, takie jak CD czy DVD charakteryzuje jeszcze dłuższy czas oczekiwania na pobranie danych.
Do kategorii pamięci zewnętrznej należą także nośniki flash, dyskietki, karty perforowane.
Próba dostępu do danych leżących obok siebie na nośniku mechanicznym jest dużo szybsza od dostępu losowego. Dlatego opracowano techniki optymalnego rozkładania danych w takich rodzajach pamięci. Inną metodą na redukcję wąskiego gardła, jakim jest odczyt informacji z pamięci zewnętrznej, jest połączenie kilku nośników i równoległy odczyt porcji danych z każdego z nich.
Nośniki tego rodzaju pamięci są zazwyczaj formatowane, tak by uzyskać pewną warstwę abstrakcji, potrzebną do uporządkowania danych w pliki i katalogi, a także pozwalającą dodać do nich metadane opisujące m.in. właściciela pliku, prawa dostępu, czas utworzenia itp.
Kiedy zapełni się pamięć operacyjna, wtedy wykorzystywana jest pamięć zewnętrzna, do chwilowego zwalniania nieużywanych w danym momencie jej obszarów (partycja wymiany, plik wymiany). W momencie, kiedy występuje potrzeba przenoszenia zawartości RAM-u na dysk, obniża się ogólna wydajność komputera.
Do nośników danych w tej kategorii należą:
- dysk twardy
- pamięć flash
- DVD
- CD, CD-R, CD-RW
- dyskietka
- taśma magnetyczna
- taśma dziurkowana